# Caesalpinia culebrae
Caesalpinia culebrae är en ärtväxtart som först beskrevs av Nathaniel Lord Britton och William M. Wilson, och fick sitt nu gällande namn av Brother Alain. Caesalpinia culebrae ingår i släktet Caesalpinia och familjen ärtväxter. Inga underarter finns listade i Catalogue of Life.